# Північний апеляційний господарський суд

Юрисдикція суду

Півні́чний апеляці́йний господа́рський суд — апеляційний спеціалізований господарський суд, розміщений у місті Києві. Юрисдикція суду поширюється на Київську, Сумську, Черкаську, Чернігівську області та місто Київ.
Суд утворений 25 червня 2018 року на виконання Указу Президента «Про ліквідацію апеляційних господарських судів та утворення апеляційних господарських судів в апеляційних округах» від 29 грудня 2017 року, згідно з яким мають бути ліквідовані апеляційні господарські суди та утворені нові суди в апеляційних округах.
Київський апеляційний господарський суд здійснював правосуддя до початку роботи нового суду, що відбулося 3 жовтня 2018 року.
Указ Президента про переведення суддів до нового суду прийнятий 28 вересня 2018 року.

## Структура
Структура суду передбачає посади голови суду, його заступника, суддів, керівника апарату, його заступника, помічників суддів, секретарів судових засідань, інші структурні підрозділи.
Суддівський корпус формує три судових палати з визначеною спеціалізацією. З числа суддів, що входять до палати, обирається її секретар.

## Керівництво
Голова суду — Хрипун Олег Олексійович
 Заступник голови суду — Шапран Віктор Валентинович[джерело?]
 Заступник голови суду — Сибіга Олександр Миколайович[джерело?]
 Керівник апарату суду — Пасічник Ольга Юріївна
Заступник керівника апарату суду — Овчаренко Анатолій Вікторович